# ريش نعام (مسلسل)
مسلسل مصري عرض في رمضان 2010

## القصة
تدور أحداث العمل حول شخصية «فريدة علوان» الفتاة الجميلة التي نشأت وفي فمها معلقة من ذهب كما يقولون فهي ابنة المليونير «شاكر علوان» أحد أكبر رجال الأعمال له علاقات واسعة ونشاطات كبيرة منها ما هو مشروع وغير مشروع؟؟.تحمل بداخلها شخصيتين متناقضتين بين الفتاة المستهترة التي تستطيع شراء كل شيء بالمال وبين الفتاة صاحبة المبادئ والنزعة الدينية والرغبة في فعل الخير من جهة أخرى.
تتوالى الأحداث ونرى علاقات شاكر علوان المتعددة والتي مكنته من تكوين إمبراطورية كبيرة في عالم المقاولات والإسكان الفاخر بصورة غير مشروعة لكن سرعان ما تتهاوى تلك المملكة الحصينة ويفر شاكر علوان هاربا من مصر تحت وطأة الكشف عن الفاسدين الذين ساعدوه وتكالب القروض وأصحاب المصالح لتجد «فريدة علوان» نفسها وحيدة بعد أن ابتعد عنها أصدقائها وخاصة كريم الذي طالما أحبته وتزوجها عرفيا وتخلى عنها بعدما تورطت معه في علاقة غير شرعية أسفرت عن جنين سرعان ما تخلصت منه لكن فعلتها ما زالت تطاردها وتؤرقها فلا تذق طعم النوم إلا قليلا جزاء ما فعلته.
تنقلب حياة فريدة علوان رأسا على عقب وتتحول من حياة النوم على ريش النعام لحياة القسوة والشقاء ونظرات الاحتقار من كل من حولها.
وتتعرف فريدة على خطايا والدها وما ارتكبه في حق أبنائه وزوجته حيث تزوج من سيدة أخرى وترك زوجته رفيقة عمره التي تمرض بعد أن عرفت هذا الخبر.
تضيق الحياة فريدة علوان وأسرتها بعد مصادرة أموال وممتلكات والدها مما يجعلها تلجأ إلى كل من صنعت معروفا معه في يوم من الأيام لعلها تجده يساعدها على سداد نفقات أسرتها دون جدوى
غير أنها لا تجد إلا المهندس عصام العزازى وكان يعمل لدى والدها وكثيرا ما كانت فريدة تعامله معاملة سيئة لكنه كان وفيا لوالدها الذي كان يوما ما سببا في نبوغه وتفوقه حاول المهندس عصام مساعدتها في توفير فرصة عمل لها تمكنها من إنقاذ والدتها حيث تحتاج لجراحة عاجلة ولا تملك تكاليف العملية فتضطر للعمل كسكرتيرة لدى أحد رجال الأعمال لكنها سرعان ما تتركه بعد أن راودها عن نفسها لتصارع الزمن مرة أخرى لتعمل كموظفة استقبال في أحد الفنادق الكبرى لكنها سرعان ما تصدم عندما تجد أنها مكلفة بترتيب حفل زفاف زوجها السابق «كريم» على صديقتها اللدودة «صفاء» وكانت تلك أيام عصيبة عليها ولكن الأصعب عندما سمعت بعودة والدها من الخارج لتنفيذ الأحكام التي صدرت بحقه وكذلك بعد وفاة أمها ولم تجد من يواسيها سوى عصام العزازى ولاحقتها عيون الفاسدين الذين ظنوا إنها تمتلك ملفات كثيرة لعلاقات والدها المشبوهة حتى تمكنت من التخفي في أسوان حتى تستطيع تقديم الملفات التي تمتلكها للمحكمة وتتزوج من المهندس عصام وتساعدها صديقتها المخلصه نشوي بأن تقوم بافتتاح أتيلية يعرض تصميماتها التي برعت فيها كثيرا منذ صغرها وتعيش حياه هادئة واستطاعت عينها أن تغفو قليلا على وسادة مريحة من القطن بعد أن كانت لا تذوق طعم النوم على وسائد صنعت من ريش النعام

## اماكن التصوير
تم التصوير في القاهرة \ أسوان \ لندن